# Talavera (Nova Ecija)
Talavera é um município de  primeira classe de renda municipal (d) na província Nova Ecija, nas Filipinas. De acordo com o censo de 1 de maio  de  2020 possui uma população de 132 338 pessoas e 33 071 domicílios.